# Gitte Köhler
Gitte Köhler (* 28. August 1985) ist eine deutsche Badmintonspielerin. 

## Karriere
Gitte Köhler gewann bei deutschen Nachwuchsmeisterschaften mehrere Medaillen in allen Altersklassen. 2007 erkämpfte sie sich die ersten Medaillen bei den Einzelmeisterschaften der Erwachsenen. Weiteres Edelmetall folgte 2008.

## Sportliche Erfolge
| Saison    | Veranstaltung                    | Disziplin   | Platz | Name                                                                       |
| --------- | -------------------------------- | ----------- | ----- | -------------------------------------------------------------------------- |
| 1999/2000 | Deutsche Einzelmeisterschaft U15 | Damendoppel | 2     | Karin Schnaase / Gitte Köhler (SC Union 08 Lüdinghausen / BSC Schwerin)    |
| 2000/2001 | Deutsche Einzelmeisterschaft U17 | Damendoppel | 3     | Gitte Köhler / Astrid Hofmann (BSC 95 Schwerin)                            |
| 2001/2002 | Deutsche Einzelmeisterschaft U22 | Mixed       | 1     | Sven-Eric Kastens / Gitte Köhler (VfL 93 Hamburg / BSC 95 Schwerin)        |
| 2001/2002 | Deutsche Einzelmeisterschaft U17 | Mixed       | 3     | Benjamn Placzek / Gitte Köhler (TSV Neubiberg-Ottobrunn / BSC 95 Schwerin) |
| 2002/2003 | Deutsche Einzelmeisterschaft U22 | Damendoppel | 2     | Gitte Köhler / Astrid Hoffmann (Greifswalder SV)                           |
| 2002/2003 | Deutsche Einzelmeisterschaft U19 | Damendoppel | 5     | Astrid Hoffmann / Gitte Köhler (Greifswalder SV 98)                        |
| 2003/2004 | Deutsche Einzelmeisterschaft U22 | Damendoppel | 3     | Gitte Köhler / Astrid Hoffmann (VfL 93 Hamburg / VfB Lübeck)               |
| 2004/2005 | Deutsche Einzelmeisterschaft U22 | Mixed       | 2     | Johannes Schöttler / Gitte Köhler (VfL 93 Hamburg)                         |
| 2004/2005 | Deutsche Einzelmeisterschaft U22 | Damendoppel | 2     | Astrid Hoffmann (VfB Lübeck) / Gitte Köhler (VfL 93 Hamburg)               |
| 2005/2006 | Deutsche Einzelmeisterschaft U22 | Mixed       | 1     | Johannes Schöttler / Gitte Köhler (VfL 93 Hamburg)                         |
| 2005/2006 | Deutsche Einzelmeisterschaft U22 | Damendoppel | 2     | Gitte Köhler / Annekatrin Lillie (VfL 93 Hamburg / VfB Lübeck)             |
| 2005/2006 | Deutsche Einzelmeisterschaft U22 | Mixed       | 2     | Johannes Schöttler / Gitte Köhler (VfL 93 Hamburg)                         |
| 2006/2007 | Deutsche Einzelmeisterschaft     | Mixed       | 3     | Johannes Schöttler / Gitte Köhler (VfL 93 Hamburg)                         |
| 2006/2007 | Deutsche Einzelmeisterschaft     | Damendoppel | 3     | Carola Bott (FC Langenfeld) / Gitte Köhler (VfL 93 Hamburg)                |
| 2007/2008 | Deutsche Einzelmeisterschaft     | Damendoppel | 2     | Gitte Köhler (VfL 93 Hamburg) / Michaela Peiffer (1. BV Mülheim)           |
| 2007/2008 | Deutsche Einzelmeisterschaft     | Mixed       | 3     | Johannes Schöttler (SG EBT Berlin) / Gitte Köhler (VfL 93 Hamburg)         |